# Aporophyla leucocephala
Aporophyla leucocephala là một loài bướm đêm trong họ Noctuidae.